# 海老沼匡
海老沼 匡（えびぬま まさし、1990年2月15日 - ）は、日本の柔道家。栃木県小山市出身。組み手は左組み。得意技は背負投。ロンドンオリンピックおよびリオデジャネイロオリンピック柔道男子66kg級銅メダリスト。 座右の銘は「努力は必ず報われる」。

## 経歴
柔道は5歳の時に兄二人の影響で、後に60kg級世界チャンピオンの髙藤直寿も所属することになる野木町柔道クラブで始めた。講道学舎出身。長兄に個人インカレを制覇した海老沼聖、次兄に海老沼毅がいる。
中学からは上京して講道学舎に所属することになった。弦巻中学3年の全国中学校柔道大会66kg級で優勝した。世田谷学園高校2年の時にはアジアジュニアで優勝した。なお、この大会で知り合ったことがきっかけで東北高校3年の阿部香菜と交際するようになった。3年の時には全日本ジュニアの73kg級で3位となった。
2008年に明治大学へ進学すると66kg級に階級を戻した。1年の時には全日本ジュニアで2位になると、世界ジュニアでは3位となった。嘉納杯でも3位に入った。2年の時にはユニバーシアードと講道館杯で優勝すると、グランプリ・アブダビではIJFワールド柔道ツアー初優勝を飾った。続くグランドスラム・東京でも優勝を成し遂げた。しかしワールドマスターズ2010では5位に終わった。3年の時は体重別で優勝するも、東京で開催された世界選手権では3回戦でブラジルのレアンドロ・クーニャに肩車で敗れた。4年の時には体重別で2連覇を果たすと、パリで開催された世界選手権では決勝で前年敗れたクーニャに内股で一本勝ちして優勝を飾った。
2012年4月には講道学舎の先輩である吉田秀彦が柔道部監督を務めるパーク24に就職した。5月の体重別では決勝でロンドンオリンピック代表争いを演じてきた2010年の世界チャンピオンである筑波大学4年の森下純平を支釣込足で破って大会3連覇を飾り、オリンピック代表に選出された。
2012年7月のロンドンオリンピックでは、準々決勝で韓国の曺準好と対戦すると内股で投げられた際、手を着いた寝姿勢から腕挫腋固を仕掛けられた。立ち姿勢から掛けて倒れ込んだ反則ではないかとの声も上がるが、審判は動かず。更に、GSに入ってから小内刈で有効ポイントを取りながら、ビデオ判定で取り消しとなる。結果として旗判定にもつれ込み、一旦は相手に3本旗が上がるも、ビデオ判定を担当するジュリーからの指摘で判定がやり直されて、今度は海老沼の方に3本旗が上がったことにより勝利を得る。しかし、気持ちの整理がつかないまま挑んだ準決勝ではグルジアのラシャ・シャフダトゥアシビリに隅返で敗れはしたものの、3位決定戦でポーランドのパベウ・ザグロドニクを大腰で破って銅メダルを獲得した。また、前代未聞の旗判定やり直しに加え、審判のジャッジに必要以上に干渉するジュリーの存在に疑問の声も上がった。
2012年8月16日に出身地の栃木県及び小山市に凱旋報告を行い、その際には栃木県から栃木県スポーツ功労賞が授与され、また県の広報大使たる『とちぎ未来大使』に委嘱された。
2013年2月のグランプリ・デュッセルドルフの準決勝ではロンドンオリンピックで敗れているシャフダトゥアシビリを横四方固で破って雪辱を果たすと、決勝でも綜合警備保障の福岡政章を指導2で破って優勝を飾った。
しかし、5月の体重別では決勝で福岡に有効で敗れて2位にとどまった。
8月の世界選手権では決勝でカザフスタンのアザマト・ムカノフと対戦したが指導1を受けた後に、本来反則負けの対象となる立ち姿勢から倒れ込んだ腕挫腋固を何度も仕掛けられながら反則が適用されず、左腕を負傷して苦しい展開となるが終盤に大内刈で逆転の一本勝ちを果たして、今大会6試合オール一本勝ちで2連覇を飾った。相手のムカノフも試合後のインタビューで、「骨が折れたと思ったが攻めてきた。サムライだよ」と海老沼の戦いぶりを称えた。
なお、全柔連強化委員長の斉藤仁はこの試合においてムカノフが繰り出した腕挫腋固は反則負けの対象となる立ち姿勢からの腕挫腋固に該当するとして、IJFに試合内容の検証を要請することになった。IJFルールでは一挙でなくても、体を捨てなくても倒れ込んだだけで反則だった。斉藤は「10月にIJFが新ルールの検証を行うので、それに対して送る要望の一つに含める。映像でしっかり確認してほしい。選手に危険なことは柔道にプラスにならない。IJFには再発防止を徹底させてもらいたい」と語った。また海老沼も、「あんな技が認められてしまったら、この先ケガをする人もたくさん出てくると思いますし、何ていうか、怒りがこみ上げてきます」とコメントしている。
2014年2月のグランプリ・デュッセルドルフでは、昨年に続いて2連覇を達成した。4月の体重別では準決勝で東海大学3年の髙市賢悟に合技で敗れるが、世界選手権代表に選出された。8月の世界選手権では決勝で地元ロシアのミハイル・プリャエフを内股で破って日本男子としては2003年の井上康生以来、史上5人目の世界選手権3連覇を達成した。世界団体決勝では地元ロシアの選手と対戦して敗れたものの、チームは3-2で優勝を飾った。12月のグランドスラム・東京では、準決勝で神港学園高校2年の阿部一二三と対戦すると、有効を先取しながら終盤に技ありを取られて逆転負けを喫すると、3位決定戦でも髙市に一本負けして5位に終わった。12月22日には交際中の三井住友海上の阿部と結婚した。彼女は女子63kg級で世界選手権の5位になったこともあった。リムジンを用意して東京タワーなどを回りながら、車内でプロポーズをしたという。阿部は柔道を一番に考える自分をきちんと理解してくれて、一緒にいても気を使わないところが良いと語っている。
2015年4月の選抜体重別では決勝で髙市を技ありで破って3年ぶり4度目の優勝を飾り、世界選手権代表に選ばれた。7月にはJOCからシンボルアスリートに選ばれた。8月の世界選手権では3回戦で60kg級の元世界チャンピオンであるウズベキスタンのリショド・ソビロフに大内返で一本負けを喫して大会4連覇を逃した。世界団体では決勝で勝利するなどしてチームの優勝に貢献した。12月のグランドスラム・東京では決勝で旭化成の髙上智史に肩車で技ありと有効、さらに背負投でも有効を取られて完敗を喫した。
2016年2月のグランドスラム・パリでは準々決勝で世界チャンピオンである韓国のアン・バウルを内股で破るなどして決勝まで進むと、モンゴルのダワードルジ・トゥムルフレグを内股で破って優勝を飾った。4月の選抜体重別では準決勝で日体大1年の阿部に技ありと有効を取られた挙句、背負落で一本負けして完敗した。試合後の強化委員会では「海老沼の今日の負け方はあまりにひどい」との声が上がると、強化委員長の山下泰裕も「今日のあの試合で戦えるのか」と呆れて疑問を呈する有様だった。海老沼に圧勝した阿部は去年の講道館杯で3位に終わった時点でオリンピック代表争いから外されていたが、今後の伸びしろを考慮して、チャンスを与えるためにアジア選手権やワールドマスターズなど残りの国際大会に出場させて、様子を見た上で代表を改めて決定すべきだとの声も出た。海老沼のように過去の実績で代表にほぼ内定していたような選手でも、今大会であまりにも酷い負け方をした場合は事実上の内定を取り消すことを提案した強化委員もいた。しかしながら、結果として世界選手権3連覇の実績が物を言って、ロンドンオリンピックに続きリオデジャネイロオリンピック代表にも選出された。代表決定後の会見では、「五輪の借りは五輪でしか返せない。4年間が無駄でなかったことを証明したい」とコメントした。6月には所属先のパーク24主催の壮行会において、「どんな形でも勝ちは勝ち。とにかく勝ちにこだわりたい」とオリンピックへの決意を語った。8月のリオデジャネイロオリンピックでは初戦となる2回戦で地元ブラジルのチャールズ・チバナを横四方固で破ると、3回戦で中国の馬端斌から有効と技ありを取った後に袖釣込腰で一本勝ち、準々決勝でもドミニカのワンダー・マテオから有効と技ありを取った後に背負投で破った。準決勝では過去3勝していたアンと対戦すると、指導1を先取しながら終盤に追いつかれると、GSに入ってから背負投を返されて有効を奪われ金メダルの夢は潰えた。3位決定戦ではカナダのアントワーヌ・ブシャールを背負投で破って2大会連続となる銅メダルを獲得した。
2017年4月からは所属チームのコーチも兼ねることになった。6月にはリオデジャネイロオリンピック以来10ヶ月ぶりの試合となる実業団体3部に出場すると、総監督の吉田などとともに活躍してチームの優勝に貢献した。7月には73kg級に階級を変更することを明らかにした。8月には73kg級で最初の試合となる実業個人選手権に出場したが、準々決勝で敗れて5位だった。講道館杯では準決勝で東海大学2年の立川新に腕挫十字固で敗れて3位に終わった。
階級を上げて初めての国際大会となった2018年3月のグランドスラム・エカテリンブルグでは、2回戦でカザフスタンのジャンサイ・スマグロフに技ありをリードしながら、逆転の一本負けを喫した。4月の体重別では準決勝で講道学舎の2年後輩となるリオデジャネイロオリンピック金メダリストの旭化成の大野将平を内股で2度投げて合技で破るも、決勝で会社の2年後輩にあたる世界チャンピオンの橋本壮市に腰車の技ありで敗れて2位にとどまった。なお、アジア大会の団体戦代表には選ばれた。6月の実業団体2部ではチームの優勝に貢献した。8月のグランプリ・ブダペストでは準決勝で世界選手権3位であるモンゴルのガンバータル・オドバヤルを背負投で破るなど5試合をオール一本勝ちして決勝まで進むが、地元ハンガリーのミクローシュ・ウングバリとの対戦では指導2でリードしながら終盤に浮落で敗れて2位に終わった。9月のアジア大会男女混合団体戦では初戦の韓国戦で安昌林に敗れるもチームは勝利すると、準決勝の中国戦と決勝のカザフスタン戦ではともに勝利を収めてチームの優勝に貢献した。11月の講道館杯では決勝で立川に払巻込で敗れて2位にとどまった。11月のグランドスラム・大阪では準決勝まで全て一本勝ちするも、決勝では大野に隅落の技ありで敗れて2位に終わった。
2019年2月のグランドスラム・デュッセルドルフでは決勝で大野に技ありで敗れて2位にとどまった。4月の体重別では準決勝で大野に谷落の技ありで敗れて3位に終わった。7月のグランプリ・ブダペストでは準々決勝でコソボのアキル・ジャコヴァに出足払で敗れると、その後の3位決定戦でもアゼルバイジャンのテルマン・ワリエフに敗れて5位に終わった。11月の講道館杯では決勝で日体大3年の原田健士に合技で敗れて2位にとどまった。グランドスラム・大阪では準決勝で原田を技ありで破ると、決勝では橋本を横四方固で破って優勝した。12月のワールドマスターズでは準決勝でイスラエルのトハル・ブトブルに技ありで敗れるも、3位決定戦でUAEのビクトル・スクボルトフを一本背負投で破って3位になった。
2020年2月のグランドスラム・パリでは準々決勝でトルコのビラル・チロールに反則負けすると、その後の3位決定戦でもモンゴルのツェンドオチル・ツォグトバータルに反則負けして5位に終わった。10月の講道館杯では決勝で昨年敗れた原田に技ありで敗れて、またも2位にとどまった。12月には全日本選手権に出場予定だったが、所属しているパーク24柔道部内で新型コロナウイルスの感染者が出たために出場を見合わせることになった。
2021年4月の体重別では決勝で了徳寺大学職員の大吉賢を合技で破り、31歳ながら優勝を飾って66kg級に続いて今大会2階級制覇を達成した。その直後に現役引退を表明した。昨年の講道館杯決勝で敗れた時点で今後世界で活躍するのは難しいと考えて、勝っても負けても体重別が最後の試合と決めていたという。その後、パーク24のヘッドコーチに就任した。6月にはIJFのアスリート委員に再任された。その後、全日本代表チームの60kg級と66kg級のアシスタントコーチに就任した。2022年4月からはJOCのスポーツ指導者海外研修員として、イギリスに2年間留学することになった。
2024年10月には全日本男子代表チームのコーチに就任した。

## 世界ランキング
- IJF世界ランキングの年度別変遷

|      | 2009年 | 2010年 | 2011年 | 2012年 | 2013年 | 2014年 | 2015年 | 2016年 | 2017年 | 2018年 | 2019年 | 2020年 |
| ---- | ------ | ------ | ------ | ------ | ------ | ------ | ------ | ------ | ------ | ------ | ------ | ------ |
| 順位 | 4      | 9      | 4      | 7      | 3      | 2      | 14     | 7      | 66     | 30     | 12     | 9      |

（出典、JudoInside.com）。
最近の世界ランキングは『選手情報』や"World ranking list"を参照。

## 柔道スタイル
肩車、掬投、朽木倒といったタックル系が得意技である。しかし2009年、国際柔道連盟はこれらの技を反則としたため9月の全日本ジュニアでは敗者復活戦敗退に終わった。しかし講道館杯では内股、背負投、腰車で全試合一本勝ち、決勝でも旭化成の内柴正人を退け金メダルを獲得した。

## 戦績
66kg級での戦績
- 2004年 - 全国中学校柔道大会 優勝
- 2005年 - ドイツジュニア国際 優勝
- 2006年 - アジアジュニア 優勝
- 2007年 - 全日本ジュニア 3位（73kg級）
- 2008年 - フランスジュニア国際 優勝
- 2008年 - 全日本ジュニア 2位
- 2008年 - 世界ジュニア 3位
- 2008年 - 青島国際 3位
- 2008年 - 嘉納杯 3位
- 2009年 - ワールドカップ・ブダペスト 2位
- 2009年 - ユニバーシアード 個人戦 優勝 団体戦 3位
- 2009年 - 講道館杯 優勝
- 2009年 - グランプリ・アブダビ 優勝
- 2009年 - グランドスラム・東京 優勝
- 2010年 - ワールドマスターズ 5位
- 2010年 - 体重別 優勝
- 2010年 - グランドスラム・モスクワ 5位
- 2010年 - 講道館杯 5位
- 2010年 - グランドスラム・東京 3位
- 2011年 - ワールドカップ・ブダペスト 2位
- 2011年 - グランプリ・デュッセルドルフ 5位
- 2011年 - 体重別 優勝
- 2011年 - グランドスラム・リオ 3位
- 2011年 - 世界選手権 優勝
- 2011年 - 世界団体 2位
- 2011年 - グランドスラム・東京 3位
- 2012年 - ワールドマスターズ 3位
- 2012年 - 体重別 優勝
- 2012年 - ロンドンオリンピック 3位
- 2012年 - 世界団体 2位
- 2013年 - グランプリ・デュッセルドルフ 優勝
- 2013年 - アジア選手権 団体戦 2位
- 2013年 - 体重別 2位
- 2013年 - 世界選手権 優勝
- 2014年 - グランプリ・デュッセルドルフ 優勝
- 2014年 - 体重別 3位
- 2014年 - 世界選手権 優勝
- 2014年 - 世界団体 優勝
- 2014年 - グランドスラム・東京 5位
- 2015年 - 体重別 優勝
- 2015年 - 世界団体 優勝
- 2015年 - グランドスラム・東京 2位
- 2016年 - グランドスラム・パリ 優勝
- 2016年 - 体重別 3位
- 2016年 - リオデジャネイロオリンピック 3位
- 2017年 - 実業団体3部 優勝

73kg級での戦績
- 2017年 - 実業個人選手権 5位
- 2017年 - 講道館杯 3位
- 2018年 - 体重別 2位
- 2018年 - 実業団体2部 優勝
- 2018年 - グランプリ・ブダペスト 2位
- 2018年 - アジア大会 男女混合団体戦 優勝
- 2018年 - 講道館杯 2位
- 2018年 - グランドスラム・大阪 2位
- 2019年 - グランドスラム・デュッセルドルフ 2位
- 2019年 - 体重別 3位
- 2019年 - グランプリ・ブダペスト 5位
- 2019年 - 講道館杯 2位
- 2019年 - グランドスラム・大阪 優勝
- 2019年 - ワールドマスターズ 3位
- 2020年 - グランドスラム・パリ 5位
- 2020年 - 講道館杯 2位
- 2021年 - 体重別 優勝

（出典、JudoInside.com）

## 有力選手との対戦成績
| 国籍                | 選手名                           | 内容   |
| ------------------- | -------------------------------- | ------ |
| 日本の旗            | 阿部一二三                       | 2敗    |
| 日本の旗            | 髙市賢悟                         | 1勝2敗 |
| 日本の旗            | 大野将平                         | 1勝2敗 |
| 日本の旗            | 橋本壮市                         | 1勝1敗 |
| モンゴルの旗        | ダワードルジ・トゥムルフレグ     | 3勝    |
| 大韓民国の旗        | アン・バウル                     | 3勝1敗 |
| イスラエルの旗      | ゴラン・ポラック                 | 2勝    |
| ウクライナの旗      | ゲオルグリー・ザンタラヤ         | 2勝    |
| フランスの旗        | ロイク・コルバル                 | 2勝    |
| ロシアの旗          | ミハイル・プリャエフ             | 2勝1敗 |
| ロシアの旗          | カマル・ハーン＝マゴメドフ       | 1敗    |
| モンゴルの旗        | ハシュバータル・ツァガンバータル | 2勝2敗 |
| ブラジルの旗        | レアンドロ・クーニャ             | 3勝1敗 |
| 大韓民国の旗        | 曺準好                           | 3勝0敗 |
| ジョージア (国)の旗 | ラシャ・シャフダトゥアシビリ     | 1勝1敗 |
| ロシアの旗          | ムサ・モグシコフ                 | 2勝2敗 |

(参考資料：ベースボールマガジン社発行の近代柔道バックナンバー、JudoInside.com等)。